# Novogrudskaja vozvysjennost
Novogrudskaja vozvysjennost (ryska: Новогрудская возвышенность) är kullar i Belarus. De ligger i den västra delen av landet, 130 km väster om huvudstaden Minsk.
Trakten runt Novogrudskaja vozvysjennost består till största delen av jordbruksmark. Runt Novogrudskaja vozvysjennost är det ganska glesbefolkat, med 34 invånare per kvadratkilometer.